# The Heritage Foundation
 (транскр.  Херитиџ фондејшон) амерички је труст мозгова са седиштем у Вашингтону. Основан је 16. фебруара 1973. године, након чега је преузела водећу улогу у конзервативном покрету 1980-их током председништва Роналда Регана, чија је политика преузета из студија Херитиџ фондације, укључујући њен Мандат за лидерство.
Херитиџ предводи пројекат председничке транзиције 2025, познат и као Пројекат 2025, односно опсежан план који чини и именовање идеолошки усклађених државних службеника, ограничавање приступа побачају, супротстављање ЛГБТ+ правима, трансформацију савезних агенција у политичке сврхе и наметање строгих имиграционих политика.